# Re Pescatore
Il Re Pescatore (in francese antico Roi Pescheor) o Re Ferito è un personaggio che appare in alcune opere del ciclo arturiano come ultimo discendente della stirpe dei Re del Graal, custodi della preziosa reliquia. Viene caratterizzato in modi anche molto diversi da diversi autori; in ogni caso, ha una menomazione alle gambe o ai genitali, e ha difficoltà a muoversi. La sua menomazione si ripercuote sul suo regno, che si è trasformato in un luogo deserto e devastato, "la terra desolata, le terre guaste" (Waste Land). Il Re passa il suo tempo pescando in un fiume nei pressi del suo castello di Corbenic. Molti cavalieri erranti si recano dal Re Pescatore per guarirlo, ma questo sarà possibile solo al prescelto destinato a trovare il Graal (nelle storie più antiche Parsifal; in seguito anche Galahad e Bors).
La ferita del Re Pescatore ha in generale la connotazione di una punizione per peccati commessi in passato; alcune opere sviluppano questo tema stabilendo un'analogia fra la ferita del Re Pescatore e la ferita al costato subita da Cristo sulla Croce; l'arma risulta essere la stessa in entrambi i casi, la leggendaria Lancia del Destino.
Molte opere ritraggono due re feriti, padre e figlio (o nonno e nipote): il più anziano è relegato dalla malattia nel suo castello, tenuto in vita dal Graal; il più giovane, anch'egli menomato, riesce invece a incontrare gli ospiti e andare a pesca. Nelle sezioni successive, laddove sia necessario distinguere queste due figure, esse verranno chiamate rispettivamente "Re Ferito" e "Re Pescatore".

## Possibili significati del nome
La scelta del nome "Re Pescatore" può essere legata a una serie di possibili implicazioni:
- nella simbologia cristiana, il pesce simboleggia Cristo; i primi apostoli furono "pescatori di uomini";
- nella mitologia celtica, il pesce (il salmone) è collegato alla saggezza;
- un'implicazione sarebbe data anche dall'assonanza fra le parole francesi pêcheur e pécheur ("pescatore" e "peccatore");

## Origini del personaggio

### Il Re Pescatore di Chrétien de Troyes
Il Re Pescatore appare per la prima volta nell'opera di Chrétien de Troyes Le Roman de Perceval ou le conte du Graal, dove Parsifal incontra due re feriti. Scopre troppo tardi che entrambi sarebbero guariti se avesse chiesto loro del Graal (dopo aver perso questa occasione perché il suo maestro lo aveva ammonito di non fare troppe domande). Parsifal scopre anche di essere discendente dei Re del Graal, essendo sua madre figlia del Re Ferito; il poema, incompiuto, si interrompe prima che Parsifal torni al castello dei due re.
È opportuno osservare che l'apparizione del Re Pescatore nell'opera di Chrétien coincide anche con l'introduzione nel ciclo arturiano del tema della ricerca del Graal. Nell'opera di de Troyes non vi è alcuna connessione fra il Graal e la figura di Cristo; l'interpretazione del Graal come calice dell'Ultima Cena è infatti notoriamente successiva, e dichiarata esplicitamente per la prima volta nell'opera di Robert de Boron. Nella tradizione a cui de Troyes si riferisce, il termine "Graal" indicava genericamente una coppa o un contenitore magico, dotato del potere di guarire e allungare la vita. Il Re Pescatore si può quindi ricondurre a figure tradizionali della mitologia celtica, come Brân il Benedetto del Mabinogion, che possedeva un calderone magico che poteva risanare. Fu ferito al piede (o alla gamba) in guerra, e il calderone andò distrutto.

### Fonti medioevali successive
Il Re Pescatore appare nuovamente nel Giuseppe di Arimatea di Robert de Boron, in cui il Graal viene per la prima volta associato a Cristo. Nell'opera del Boron, il "Ricco Pescatore" si chiama "Bron" (un'altra possibile eco della figura di Bran) ed è cognato di Giuseppe di Arimatea, primo custode del calice di Cristo. Giuseppe fonda una comunità religiosa che arriva fino in Bretagna, e affida il Graal a Bron. Il nome "Ricco Pescatore" diventa "Re Pescatore" in alcune opere che si ritiene siano basate su un'opera perduta di Robert de Boron.
Wolfram von Eschenbach riprende e amplia la storia di Chrétien de Troyes nel suo poema epico Parzival. Tra l'altro elabora i significati del Graal, e attribuisce un nome ai due re (il Re Ferito diventa "Titurel" e il Re Pescatore "Anfortas").

#### Il Colpo Doloroso
Il corpus di opere noto come Lancillotto in prosa introduce nuovi elementi della storia dei Re del Graal. Risulta che molti membri di questa discendenza furono feriti e menomati, come punizione per i loro fallimenti. Il Re Ferito (che acquisisce il nome di Pellam o Pellehan) e il Re Pescatore (Pelles) sono gli ultimi sopravvissuti della dinastia. Al fine di procurarsi un successore, Pelles trama affinché Lancillotto giaccia con sua figlia Elena, generando Galahad (predestinato a ottenere il Graal e riportare la vita nella Terra Desolata).
Nel ciclo della Post-Vulgata e in Le morte d'Arthur di Thomas Malory, si viene a sapere che la ferita del Re Pescatore si deve a un "colpo doloroso" (dolorous stroke) inflittogli da Balin. Il tema del "colpo doloroso" e dei suoi legami con la vicenda del Graal è uno dei temi minori che ripercorrono parte del ciclo arturiano. L'arma usata fu la Lancia del Destino, la stessa arma che ferì Cristo sulla Croce; e infatti il chiaroveggente Merlino prevede la ferita del Re Pescatore chiamandola "il secondo colpo doloroso". Il colpo doloroso viene normalmente descritto come una ferita alla coscia del Re, espressione che può essere però letta come un eufemismo per i genitali (proprio ai genitali risulta essere ferito Anfortas di von Eschenbach). La ferita ai genitali, a sua volta, è in rapporto simbolico con la sterilità della Terra Desolata.

#### I Re Feriti di Malory
L'opera di Malory rende l'idea di quanto già in questo periodo le varianti della storia del Re Pescatore stessero diventando molte e difficilmente conciliabili. Ci sono buoni motivi per supporre che l'intento di Malory fosse quello di rappresentare un "Re Menomato" (Maimed King), ferito da Balin e guarito dal nipote Galahad. Tuttavia, probabilmente a causa di una non accurata integrazione delle sue fonti, egli finisce per rappresentare almeno quattro figure non del tutto sovrapponibili:
1. Re Pellam, ferito da Balin, come nella Post-Vulgata.
2. Re Pelles, nonno di Galahad, descritto come il "Re Menomato"; in un passaggio egli viene esplicitamente identificato con Pellam, ma le circostanze in cui fu ferito sono diverse.
3. Un certo "Re Pescheour", signore del Castello del Graal, che non appare mai in primo piano nella narrazione, e che deve probabilmente la sua esistenza letteraria a una errata interpretazione di Malory dell'espressione le Roi Pêcheur ("Re Pescatore", frase che lo stesso Malory in effetti non usa mai) come un nome proprio anziché un epiteto.
4. Un anonimo "Re Menomato" guarito da Galahad al culmine della vicenda della Ricerca del Graal. È chiaramente distinto da Pelles, ed è costretto a letto (mentre Pelles è in grado di camminare).

## Interpretazioni moderne
Le apparizioni del Re Pescatore nella letteratura, nel cinema e nella cultura moderna sono piuttosto numerose.

### Letteratura
- La terra desolata (The Waste Land, 1922) T. S. Eliot citò il re nel suo poema.
- Fiesta (Il sole sorgerà ancora) (1926) di Ernest Hemingway; il personaggio di Jake allude al Re pescatore.
- Quell'orribile forza (That Hideous Strength, 1946) di C. S. Lewis; il Re Pescatore appare nel romanzo.
- Il Re Pescatore e Kingfisher; poesie di Eugenio Montale raccolte in Diario del '71 e del '72 (1973).
- Suttree (1979) di Cormac McCarthy.
- Il re pescatore (1979) romanzo fantasy di Tim Powers.
- Il mago M. (L'Enchanteur, 1984), romanzo di René Barjavel ispirato al ciclo arturiano.

### Musica
- Richard Wagner utilizzò il personaggio del Re Pescatore nella sua opera Parsifal, basata sul racconto di Wolfram von Eschenbach.

### Teatro
- Le Roi pêcheur (1948) di Julien Gracq (pseudonimo di Louis Poirier).

### Cinema
- La leggenda del re pescatore (1991) di Terry Gilliam (co-regista di I Monty Python e il Sacro Graal del 1975).

### Televisione
- Il re dei pescatori, prima parte e Il Re dei Pescatori, seconda parte (2006); rispettivamente ultima puntata della prima stagione e la prima della seconda della serie televisiva Criminal Minds. La trama è basata sulla figura mitologica del Re Pescatore e presenta, nell'intreccio, numerosi paralleli con la leggenda arturiana; un personaggio infatti, si fa chiamare Re Pescatore, credendosi il personaggio leggendario in persona.
- L'occhio della fenice (2010); puntata 3x08 della serie TV Merlin dove Il Re Pescatore è interpretato da Donald Sumpter.
- Prima del Diluvio (2015); episodio della nona stagione della serie Doctor Who, l'antagonista del Dottore è un riferimento al personaggio arturiano.